# 福斯卡里宫 (威尼斯大运河)
45°26′04″N 12°19′36″E / 45.434464°N 12.326564°E

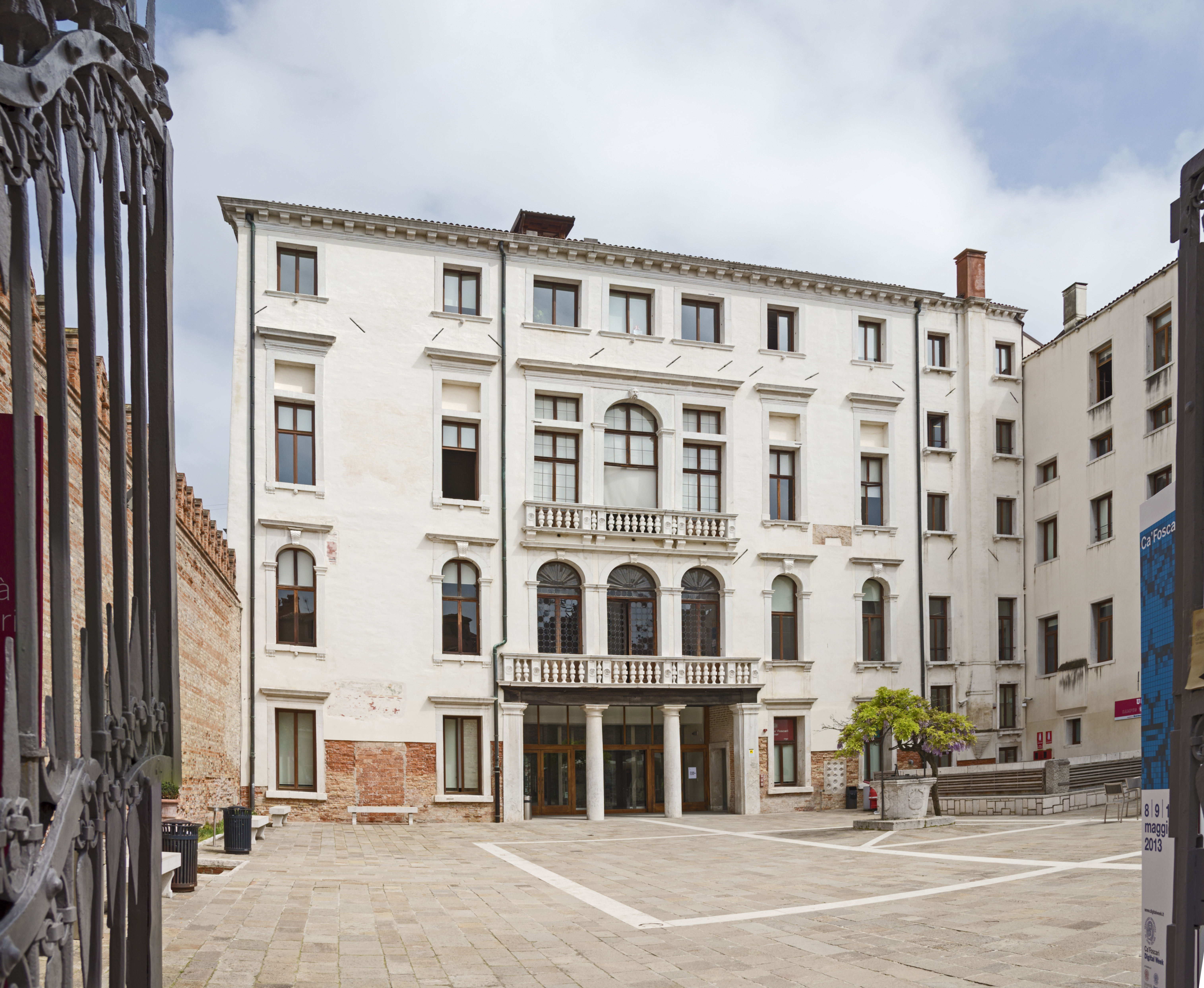

福斯卡里宫（Ca' Foscari）是意大利威尼斯的一座意大利哥特式建筑，位于多尔索杜罗区的大运河畔，原为福斯卡里家族的宫殿。
该建筑由总督弗朗切斯科·福斯卡里建于1453年，由建筑师巴托洛梅奥·本（Bartolomeo Bon）设计。现在它是威尼斯福斯卡里宫大学的主要驻地。
福斯卡里宫位于大运河最宽的弯道处。在一年一度的历史帆船赛（Regata Storica）期间（在9月的第一个星期日举行），这里是终点的所在地，会设置一个浮动木建筑La Machina，供威尼斯当局观看比赛，并作为颁奖的场地。